# 古田愛理
古田 愛理（ふるた あいり、2002年〈平成14年〉6月30日 - ）は、日本のグラビアアイドル、ファッションモデル、女優、元アイドル、ファッション雑誌『Popteen』の元専属モデル。
岐阜県岐阜市出身。エイベックス・マネジメント所属。

## 略歴
2015年、岐阜県の企業グループのエンターテインメント部門が女性アイドルデュオ「jamini」を結成。古田は、豊富なダンス経験からメンバーに選ばれ、岐阜県を中心としたアイドル活動を行う。
2017年、エイベックスの育成契約者によるDANCE＆VOCALユニット「flapbeats」のメンバーに選ばれ、各所で行われるエイベックス・チャレンジステージに出演した。8月2日、さいたまスーパーアリーナにて行われた『東京ガールズコレクション 2017 AUTUMN/WINTER』で「TOKYO GIRLS AUDITION 2017」Popteen賞、ar賞を受賞。12月1日、2018年1月号より『Popteen』（角川春樹事務所）の専属モデルに抜擢されるた。
2018年6月には『週刊ヤングジャンプ』（集英社）の誌上企画「制コレ18」メンバーに最年少で選ばれた。しかし、『Popteen』では編集部から出された課題について、1ヶ月経過後もポージング、SNSへの取組が不十分として、12月にレギュラーモデル降格を宣告されるが、その際、専属モデル復帰を賭けてAbemaTV配信のリアリティーショー「Popteenカバーガール戦争」へ参加するよう勧められた。
2019年1月13日、AbemaTV『白雪とオオカミくんには騙されない♥』に出演。「Popteenカバーガール戦争」には終盤より参加するが、グループに分かれて街頭に出て、自分たちの名前を知っているファンと撮影した写真を100枚集めるミッションで、古田愛理は途中参加のハンディがあり、自分の知名度の低さに涙した。その後、同番組最終回で見事1位を勝ち取り、再び専属モデルへ返り咲いた。9月1日、自身のYouTubeチャンネルを開設。3日で登録者3万人を突破した。
2020年2月20日、AbemaTVオリジナルドラマ『僕だけが17歳の世界で』で大上結奈役を演じ、女優デビュー。9月9日、MBSテレビ『荒ぶる季節の乙女どもよ。』に十条園絵役で出演した。
12月28日、『Popteen』2月号の表紙に、莉子と香音の3人と共に抜擢された。
2021年2月1日、『Popteen』3月号で自身初となる「ピン企画」を獲得。3月1日、『Popteen』4月号の表紙に、莉子と香音の3人と共に再び抜擢された。
2022年7月3日、『Popteen』8月号および自身のInstagramにて『Popteen』を卒業することが発表され、豊洲PITにて7月26日に行われるイベント『Popteen「真夏のリアコ祭」』が最後のイベント出演となった。8月1日発売の『Popteen』9月号をもって、正式に卒業した。12月5日、集英社のデジタルコンテンツを対象にした「グラジャパ!アワード2022」でYouTube賞を受賞。『週刊プレイボーイ』のYouTubeチャンネルにオフショットムービーをアップされて以来、自身のYouTubeチャンネルに海外からのコメントが増えたという。
2023年1月18日に3月31日に自身初となる1st写真集『体感温度』が発売されることが発表された。

## 人物

### アイドル関連
- アイドル時代は「岐阜の天使」と謳われていた[10]。
- 「flapbeats」では、リーダーを務めていた[13]。

### Popteen関連
- 『Popteen』では、仲良しの同誌専属モデル莉子、香音と3人で名前の頭文字をとった「アリカ」というユニットで人気を集めていた[35]。

### オオカミくんには騙されない関連
- AbemaTVの恋愛リアリティーショー『白雪とオオカミくんには騙されない』では、歌手活動をしているさなりとの仲睦まじい様子が注目を集めたが、視聴者によるもっともオオカミくんだと思われる男子に投票するシステム「オオカミくん投票」により、一度脱落するも新ルールによる「落ちないで投票」によって復活したが、最終回目前さなりが自分の曲「Flow Love」のFlowを反対にするとWolfとなり、自分は狼だと告白しルール違反で失格となった[36]。
- 2021年、さなりとの再会を追ったドキュメント『オオカミくんはもう騙さない-さなりる final balloon-』が配信された[37]。

## 出演

### テレビドラマ
- 荒ぶる季節の乙女どもよ。（2020年9月9日〈8日深夜〉 - 10月28日〈27日深夜〉、MBS） - 十条園絵 役[27]
- 素晴らしき哉、先生!（2024年8月18日 - 10月6日、朝日放送テレビ・テレビ朝日） - 磯田陽菜 役[38][39][40]
- ダメマネ! -ダメなタレント、マネジメントします-（2025年4月20日 - 6月22日、日本テレビ） - 南萌絵 役[41]

### ウェブドラマ
- 僕だけが17歳の世界で 第4話 - 最終話（2020年3月12日 - 4月2日、AbemaTV） - 大上結奈 役[26]
- あと一次元の恋（2022年12月28日、BUMP） - 赤坂マミ 役[42][43]

### テレビ番組
- THE突破ファイル（2021年5月27日、日本テレビ）[44]

### ウェブ番組
- 白雪とオオカミくんには騙されない（2019年1月13日 ‐ 3月31日、AbemaTV）[21][22]
- Popteenカバーガール戦争 #12 - （2019年1月18日 ‐ 2月22日、AbemaTV）[20][24]
- オオカミくんはもう騙さない-さなりる final balloon-（2021年3月14日 - 4月11日、ABEMAプレミアム）[37]

### ミュージックビデオ
- マルシィ「ワスレナグサ」（2021年）
- lol-エルオーエル-「sun kissed love」（2021年）

## 書籍

### 雑誌
- Popteen（2018年1月号 - 2021年9月号[30]、角川春樹事務所） - 専属モデル[24]

### 写真集
- 体感温度（2023年3月31日、KADOKAWA）ISBN 978-4048975728[34]

### デジタル写真集
- 少女の心は猫の眼（2019年3月14日、集英社、撮影：藤本和典）[45]
- 輝く! 17歳の制コレ（2020年3月14日、集英社、撮影：佐藤裕之）[46]
- 愛しのピュアビキニvol.1（2020年6月5日、講談社、撮影：西田幸樹）[47]
- 愛しのピュアビキニvol.2（2020年6月5日、講談社、撮影：西田幸樹）[48]
- 愛しのピュアビキニvol.3（2020年6月5日、講談社、撮影：西田幸樹）[49]
- 17歳の世界（2020年9月25日、集英社、撮影：佐藤裕之）[50]
- 最近、古田愛理が気になる（2020年11月16日、集英社、撮影：佐藤裕之）[51]
- 古田愛理ヤングガンガンデジタル限定写真集「so cute!」（2020年11月6日、スクウェア・エニックス、撮影：唐木貴央）[52]
- 18歳の鮮烈!（2020年12月1日、秋田書店、撮影：佐藤佑一）[53]
- 古田愛理 最後の夏（2020年12月25日、光文社、撮影：細居幸次郎）[54]
- アイリのアレコレ!!（2021年1月28日、集英社、撮影：HIROKAZU）[55]
- アオハルBIKINI vol.1（2021年1月28日、講談社、撮影：Takeo Dec.）[56]
- アオハルBIKINI vol.2（2021年1月28日、講談社、撮影：Takeo Dec.）[57]
- アオハルBIKINI vol.3 未公開113カット完全版（2021年1月28日、講談社、撮影：Takeo Dec.）[58]
- 漫画アクションデジタル写真集 古田愛理「LOVE Smile!」（2021年3月2日、双葉社、撮影：フジシロタカノリ）[59]
- 18歳の初夏（2021年5月17日、集英社、撮影：熊谷貫）[60]
- 古田愛理「届きそうで届かない」SPA!デジタル写真集（2021年5月20日、扶桑社、撮影：唐木貴央）[61]
- 古田愛理 Real Life（2021年6月18日、主婦の友社、撮影：佐藤裕之）[62]
- 古田愛理 夏恋センチメンタル（2021年10月29日、光文社、撮影：東京祐）[63]
- 20歳になって。（2022年8月1日、集英社、撮影：佐藤佑一）[64]
- 永遠彼女〜prologue〜（2023年1月16日、集英社、撮影：東京祐）[65]
- 愛に包まれて（2023年10月2日、集英社、撮影：大辻隆広）[66]

### カレンダー
- 2021年卓上古田愛理カレンダー（2020年11月16日、ハゴロモ）[67]
- 2022年卓上古田愛理カレンダー（2021年11月6日、わくわく製作所）